# Sergio Jara
Sergio Jara Catalán (Los Ángeles, 9 de octubre de 1946) es un abogado y político chileno, miembro del Partido Demócrata Cristiano (PDC). Entre 1990 y 1994 fue diputado por el distrito N.° 11 de la Región de Valparaíso.

## Biografía

### Primeros años y estudios
Nació en la comuna de Los Ángeles, el 9 de octubre de 1946.
Está casado con Paulette Pérez Nahas y son padres de dos hijos.
Los estudios primarios los realizó en la escuela pública de Putaendo y de Santa María, y en el Liceo de Hombres de San Felipe. Posteriormente ingresó a la Facultad de Derecho de la Universidad de Chile de Valparaíso; se trasladó a la Chile en Santiago, donde se tituló de abogado en 1980.

### Vida laboral
Entre 1971 y 1974, se desempeñó como procurador jurídico de la Caja de Previsión de Empleados Particulares de San Felipe; y del Comité Pro Paz de esta misma ciudad y de Los Andes, hasta 1976. 
Asumió la presidencia de la Asociación de Trabajadores de la Caja de Previsión de Empleados Particulares de San Felipe y del Departamento Juvenil de la Central Única de Trabajadores de Aconcagua, entre 1972 y 1973.
Ha sido asesor jurídico de la Confederación Campesina Triunfo, del Sindicato de Trabajadores de la División Andina Codelco-Chile, del Colegio de Profesores de San Felipe, del Obispado de esta ciudad y de la Confederación Campesina Libertad.

## Trayectoria política
Comenzó su carrera política ingresando en 1971 al Partido Demócrata Cristiano (PDC); un año después se incorporó al Departamento de Profesionales y Técnicos del Partido, por la Provincia de Aconcagua. 
Desde 1979 a 1985 fue presidente comunal del PDC de San Felipe; durante 1981-1982, fue delegado a la Junta Nacional de su partido, por la provincia de Aconcagua. Más tarde fue presidente provincial y tuvo a su cargo la región de San Felipe, durante la campaña por el NO, en el Plebiscito de octubre de 1988.
En las elecciones de noviembre de 1989 resultó elegido diputado por el distrito N.° 11, correspondiente a las comunas de; Los Andes, San Esteban, Calle Larga, Rinconada, San Felipe, Putaendo, Santa María, Panquehue, Llay-Llay y Catemu (5ª Región), por el período 1990-1994. Integró la Comisión Permanente de Agricultura, Desarrollo Rural y Marítimo; y la de Derechos Humanos, Nacionalidad y Ciudadanía.
Postuló a la reelección en noviembre de 1993, no resultando elegido.